# Josef Žampach (voják)

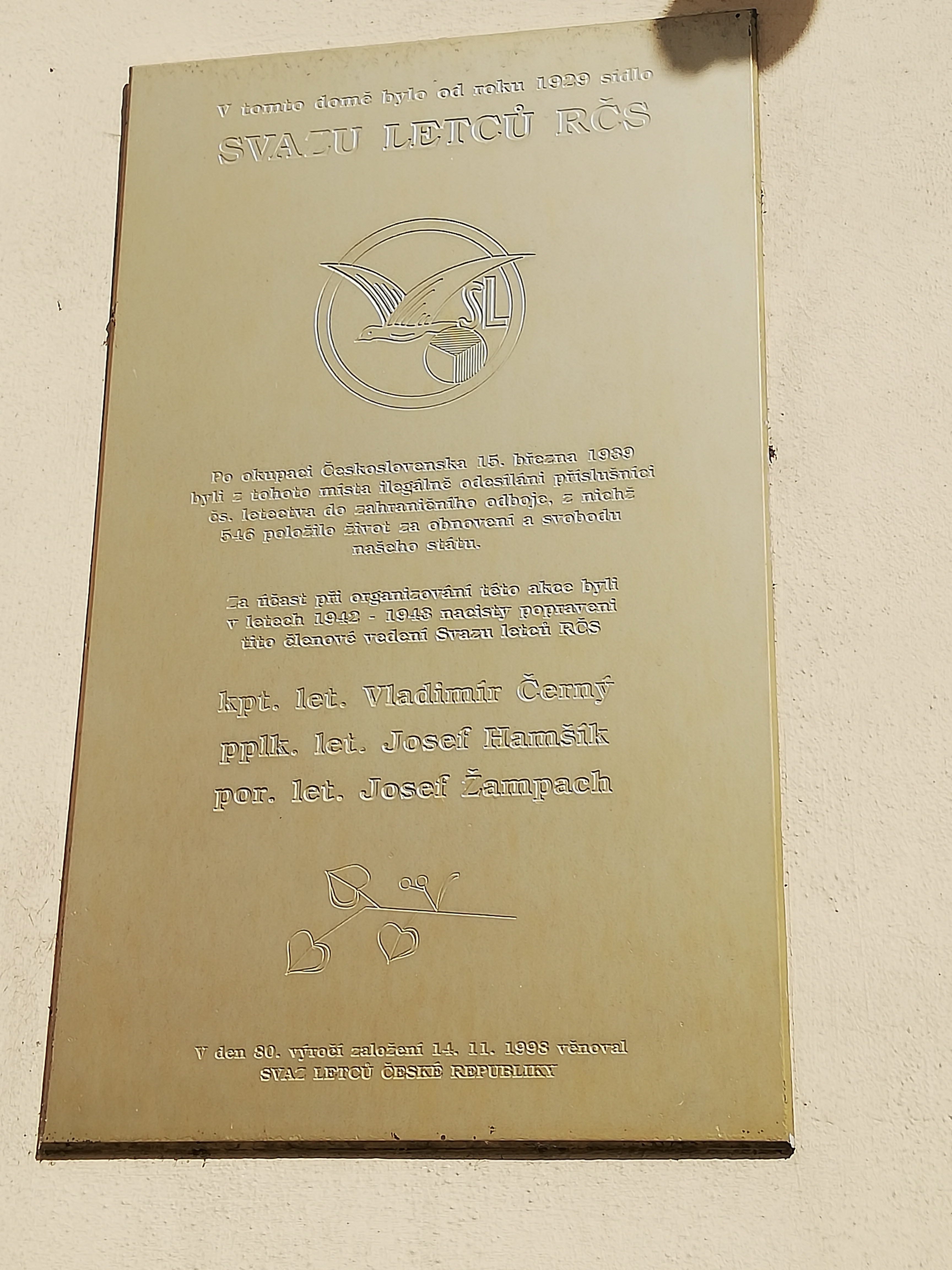
Pamětní deska v ulici Na Poříčí 1061/37 na Praze 1 na Novém Městě

Josef Žampach (28. listopadu 1913, Švihov – 8. dubna 1943, Berlín-Plötzensee) byl poručík letectva v prvorepublikové československé armádě, odbojář popravený nacisty.

## Život
Po nastolení Protektorátu Čechy a Morava a demobilizaci československé armády (na jaře a v létě roku 1939) pracoval jako technický úředník v ČKD. Zároveň působil jako jeden ze členů vedení Svazu letců republiky Československé (Svazu letců RČS), jejíž ilegální část se významně zapojila (v letech 1939 až 1940) do domácího a zahraničního protinacistického odboje tím, že koordinovala nelegální „vývoz československých letců“ (po dohodě se zástupci domácího vojenského odboje – Obrana národa) za hranice protektorátu, aby v cizině (v rámci zahraničního odboje) bojovali za svobodu a osvobození Československa.
Intenzivní zásahy gestapa do personálních struktur Svazu letců RČS a domácího odboje započaly v únoru roku 1940 a pokračovaly v měsících následujících. Josef Žampach byl zatčen 4. dubna 1940. Po zostřených výsleších byl Josef Žampach (spolu s dalšími zatčenými členy vedení Svazu letců RČS) vězněn tři roky v nacistických káznicích. Dne 4. srpna 1942 byl odsouzen Lidovým soudním dvorem k trestu smrti za napomáhání nepříteli a přípravu k velezradě (především však za účast v protiněmeckém domácím odboji v rámci organizace Svazu letců RČS). Dne 8. dubna 1943 byl sťat gilotinou v Berlíně-Charlotenburgu (v Berlíně-Plötzensee).

## Pamětní deska
Od roku 1928 sídlil ve třetím patře domu v ulici Na Poříčí 1061/37 na Praze 1 na Novém Městě Svaz letců republiky Československé, jehož přítomnost připomíná dodnes (červen 2020) na levé straně vstupních dveří umístěná pamětní deska s následujícím textem: V TOMTO DOMĚ BYLO OD ROKU 1929 SÍDLO / SVAZU LETCŮ RČS / PO OKUPACI ČESKOSLOVENSKA 15. BŘEZNA 1939 / BYLI Z TOHOTO MÍSTA ILEGÁLNĚ ODESÍLÁNÍ PŘÍSLUŠNÍCI / ČS. LETECTVA DO ZAHRANIČNÍHO ODBOJE, Z NICHŽ / 546 POLOŽILO ŽIVOTY ZA OBNOVENÍ A SVOBODU / NAŠEHO STÁTU. / ZA ÚČAST PŘI ORGANIZOVÁNÍ TÉTO AKCE BYLI / V LETECH 1942–1945 NACISTY POPRAVENI / TITO ČLENOVÉ VEDENÍ SVAZU LETCŮ RČS // KPT. LET. VLADIMÍR ČERNÝ / PPLK. LET. JOSEF HAMŠÍK / POR. LET. JOSEF ŽAMPACH // V DEN 80. VÝROČÍ ZALOŽENÍ 14.11.1998 VĚNOVAL / SVAZ LETCŮ ČESKÉ REPUBLIKY